# NGC 6816
NGC 6816 (również PGC 63587) – galaktyka eliptyczna (E-S0), znajdująca się w gwiazdozbiorze Strzelca. Odkrył ją John Herschel 30 lipca 1834 roku.